# Lynn Hilary
Lynn Hilary (Dublín, 1982) és una cantant, guitarrista i compositora irlandesa. També ha actuat com a soprano solista destacada al conjunt femení Celtic Woman.
Hilary va néixer a Dublín, Irlanda, i va cursar el 2005 una llicenciatura en actuació musical al DIT College of Music. Inicialment cantant de música clàssica, es va traslladar a la música celta per poder "utilitzar [el seu] registre vocal natural". Entre els cantants que la van influir, hi ha Michael Jackson, Joni Mitchell i Karen Carpenter.